# Scutellidium patellarum
Scutellidium patellarum är en kräftdjursart som beskrevs av William Roy Branch 1974. Scutellidium patellarum ingår i släktet Scutellidium och familjen Tisbidae. Inga underarter finns listade i Catalogue of Life.